# Save Me (Queen-låt)
Save Me är en låt skriven av Brian May och framförd av den brittiska rockgruppen Queen. Låten återfinns på bandets åttonde studioalbum The Game och gavs 25 januari 1980 ut som singel. Brian May spelar både piano och gitarr på låten. Låten spelades in 1979 och nådde på den brittiska singellistan plats elva.

## Medverkande
- Brian May - elgitarr, akustisk gitarr, piano, kör, synthesizer
- John Deacon - bas
- Freddie Mercury - sång
- Roger Taylor - trummor, kör